# Theissenia eurima
Theissenia eurima är en svampart som beskrevs av Y.M. Ju, J.D. Rogers & H.M. Hsieh 2003. Theissenia eurima ingår i släktet Theissenia och familjen kolkärnsvampar.   Inga underarter finns listade i Catalogue of Life.